# Aí Já Era
Aí Já Era é o primeiro álbum de estúdio da dupla sertaneja brasileira Jorge & Mateus, lançado em 2 de setembro de 2010 pela Universal Music, sendo o último lançamento da dupla pela gravadora. Recebeu certificação de disco de platina da PMB. Produzido por Dudu Borges, o álbum marca uma aproximação da dupla com o pop.

## Lista de Faixas
| N.º            | Título                 | Compositor(es)                             | Duração |  |
| 1.             | "Seu Astral"           | Diego Damasceno                            | 3:11    |  |
| 2.             | "Amo Noite e Dia"      | Humberto Júnior                            | 3:03    |  |
| 3.             | "Chove, Chove"         | H. Júnior                                  | 3:13    |  |
| 4.             | "Tempo ao Tempo"       | Raynner Sousa Barony Adrianno              | 3:15    |  |
| 5.             | "Se Eu Chorar"         | Jorge                                      | 2:43    |  |
| 6.             | "Esquece o Medo e Vem" | Priscila Barucci                           | 2:55    |  |
| 7.             | "Cilada"               | Jorge Mateus Marcelo Dinelza               | 3:08    |  |
| 8.             | "Volta Pra Minha Vida" | Mário                                      | 3:07    |  |
| 9.             | "Refém"                | Fábio Viana Victor Viana                   | 3:04    |  |
| 10.            | "Mil Anos"             | Jorge Mateus M. Dinelza                    | 3:06    |  |
| 11.            | "Alguém No Seu Lugar"  | João Guilherme Dione Henrique              | 3:02    |  |
| 12.            | "Pra Ter o Seu Amor"   | Jorge Dudu Borges Fred Liel Wendell Vieira | 3:04    |  |
| 13.            | "Vestígios"            | Mateus                                     | 3:07    |  |
| 14.            | "Aí Já Era"            | Jorge                                      | 4:08    |  |
| Duração total: | Duração total:         | Duração total:                             | 44:06   |  |

## Singles
- O primeiro single, "Amo Noite e Dia", foi um sucesso explosivo e estrondoso, sendo a música mais tocada no Brasil por mais de 12 semanas. É o maior sucesso da dupla até hoje e uma das músicas mais tocadas do mundo no ano de lançamento.
- O segundo single, "Tempo ao Tempo", foi mais um sucesso e alcançou a posição #31.
- O terceiro single, "Chove Chove", se tornou mais um sucesso, alcançando a posição #8 no Hot 100 Brasil.
- A faixa título, "Aí Já Era", já chegou à posição #17.
- O quinto single, "Seu Astral", está na posição #13 no Hot 100 Brasil. Uma versão remix da canção foi disponibilizada para download gratuito no próprio site da dupla.[3]

## Certificações
| Brasil (PMB)                              | Platina | 2010 | 120.000* |
| *número de vendas baseado na certificação |         |      |          |